# 山东博物馆
山东博物馆，原名山东省博物馆，成立于1954年，自稱為中华人民共和国成立后建立的首座省级综合性地志博物馆，1956年地志性基本陈列筹备完成并对外开放，2010年11月16日位于济南市经十路11899号的新馆建成开放，并更为现名。
山东博物馆现为山东省人民政府文化和旅游厅所所属社会公益一类正处级事业单位，加挂山东省石刻艺术博物馆牌子。宗旨及业务范围为：征集、收藏山东省内珍贵文物；开展对各类文物的研究、保护和有效利用；开展文物展示、宣传教育、文化交流等。

## 历史

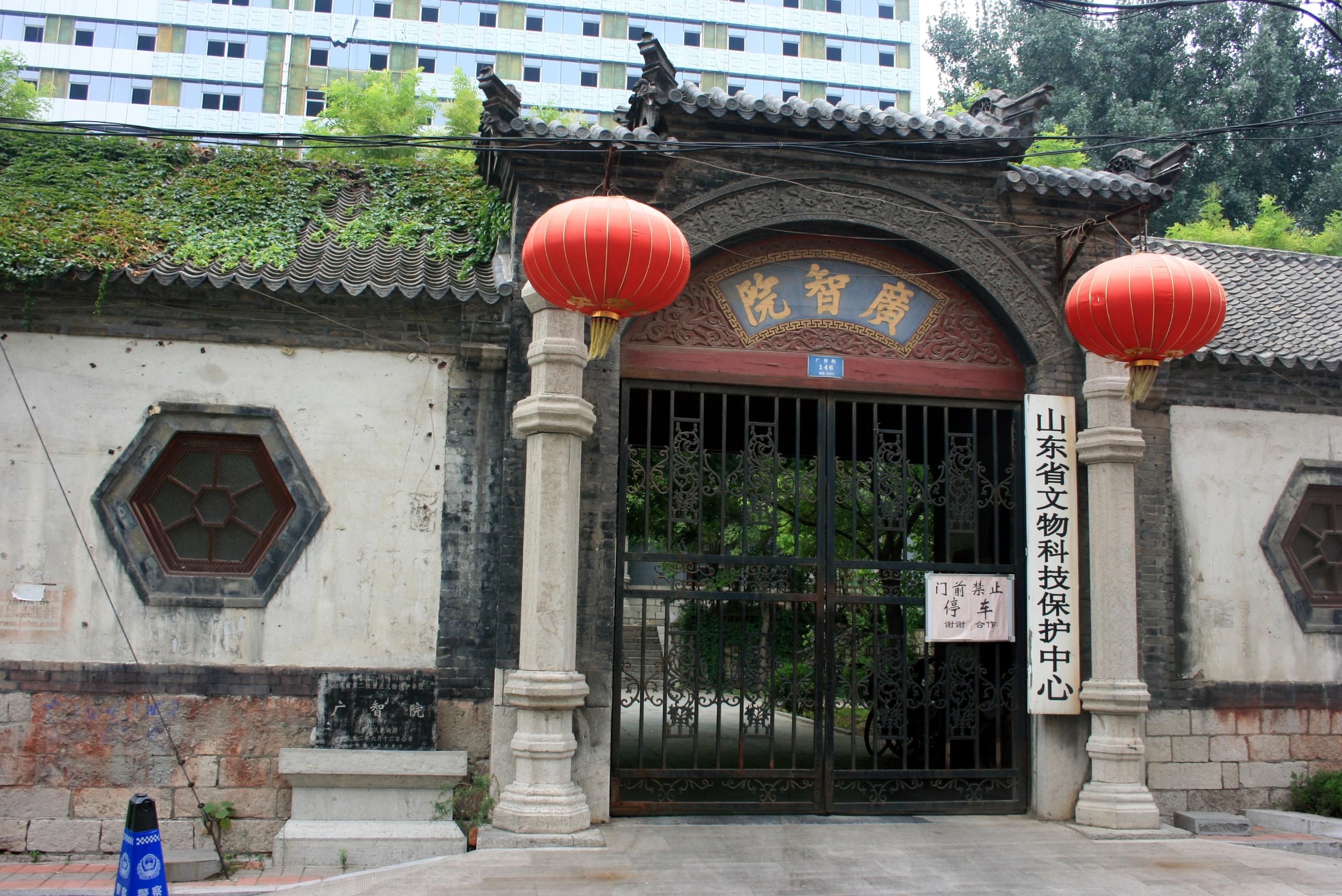
广智院是原山东省博物馆自然陈列室。自然类藏品大多可追溯至此。

山东博物馆的场馆前身、早期藏品来源为1904年在济南扩建的广智院和1909年山东巡抚袁树勋创办山东省图书馆时附设的山东金石保存所。
组织前身为1948年，中共政权在山东解放区领导的胶东文化古物管理委员会、山东古代文物管理委员会和山东自然教育研究所。1948年4月24日，中共胶东区委成立胶东文化古物委员会，后改称“胶东古代文物管理委员会”。这是中共政权领导下，全国第二个、山东第一个文物管理组织。同年7月，中共华东局、山东省政府机关领导的山东古代文物管理委员会在青州成立，9月迁至济南，简称古管会。同年8月，山东省政府机关在青州筹建山东自然教育研究所。1949年1月，正式成立，4月以后迁往济南，所长徐眉生，副所长秦亢青，主要从事自然科学教育的普及工作。
1952年10月，山东省人民政府决定将山东自然科学教育研究所与济南广智院合并，成立山东自然博物馆筹备处。1953年2月19日，山东古代文物管理委员会改称山东省人民政府文物管理委员会，简称省文管会。
1953年5月，根据中国文化部统一指示，决定在山东省文管会的基础上成立山东历史博物馆（又称山东历史文物馆）。8月，接中央指示：山东博物馆是属于全省性的地方博物馆，应包括自然富源、历史发展和民主建设三个部分。10月18日，中央文化部文物局副局长王冶秋，在广智院小礼堂做了题为《怎样办博物馆》的报告。19日，文化部批准山东省人民政府将省文管会的陈列、文物保管、资料、群众工作等组与省自然博物馆筹备处合并，成立山东省博物馆筹备处。12月，文化部副部长周扬来济南视察，表示要把山东省博物馆培养成地方博物馆的典型。23日，文化部指示将省文管会收藏的历史文物及其会址与省自然博物馆筹备处整合，作为山东省博物馆建馆的基础。
1954年，正式成立山东省博物馆。其馆址分为东西两院，位于广智院街原博物馆广智院旧址的东院为自然陈列室，位于上新街原宗教团体驻地世界红万字会济南母院旧址的西院为历史陈列室。
早期的藏品来源分为以下几个方面：原山东金石保存所收藏的一部分青铜器、书画、善本书等文物；原广智院所收集的动植物标本、古生物化石等各类藏品；以及原解放区山东古代文物管理委员会在战争时期所收集保护的各类文物，另外部分文物来自社会捐赠。
博物馆成立后，作为山东唯一的省级文博机构，该馆在1954年到1980年期间承担了大量山东境内的地上和地下文物的保护工作，进行了一系列田野调查和考古发掘，馆藏文物的数量和质量不断提高。1981年，在山东省博物馆管理部和考古工作部基础上，成立山东省文物考古研究所。
1991年8月，新的省博物馆在千佛山北麓开始动工建设。1992年10月，位于千佛山北麓的新馆建成开放。该馆发展成为富有地方特色的，涉及历史、自然、艺术等多个门类的省级博物馆，成为山东省文物及自然标本收藏中心，各类藏品达21余万件，占全省藏品三分之一，其中陶瓷器、青铜器、甲骨文、陶文、封泥、玺印、简牍、汉画像石、书画、善本书等为其特色。
2006年至2010年，该馆再次于济南市区主干道经十路东段建设新馆。2007年12月29日，省博物馆新馆举行开工奠基仪式。2010年6月竣工。2010年11月16日，山东博物馆开馆。新馆址主体建筑面积8.3万平方米。至此，“山东省博物馆”更名为“山东博物馆”。
2012年，山东博物馆被国家文物局核定为第二批国家一级博物馆。
2024年4月，入选中央地方共建国家级重点博物馆名单。

## 建筑特色

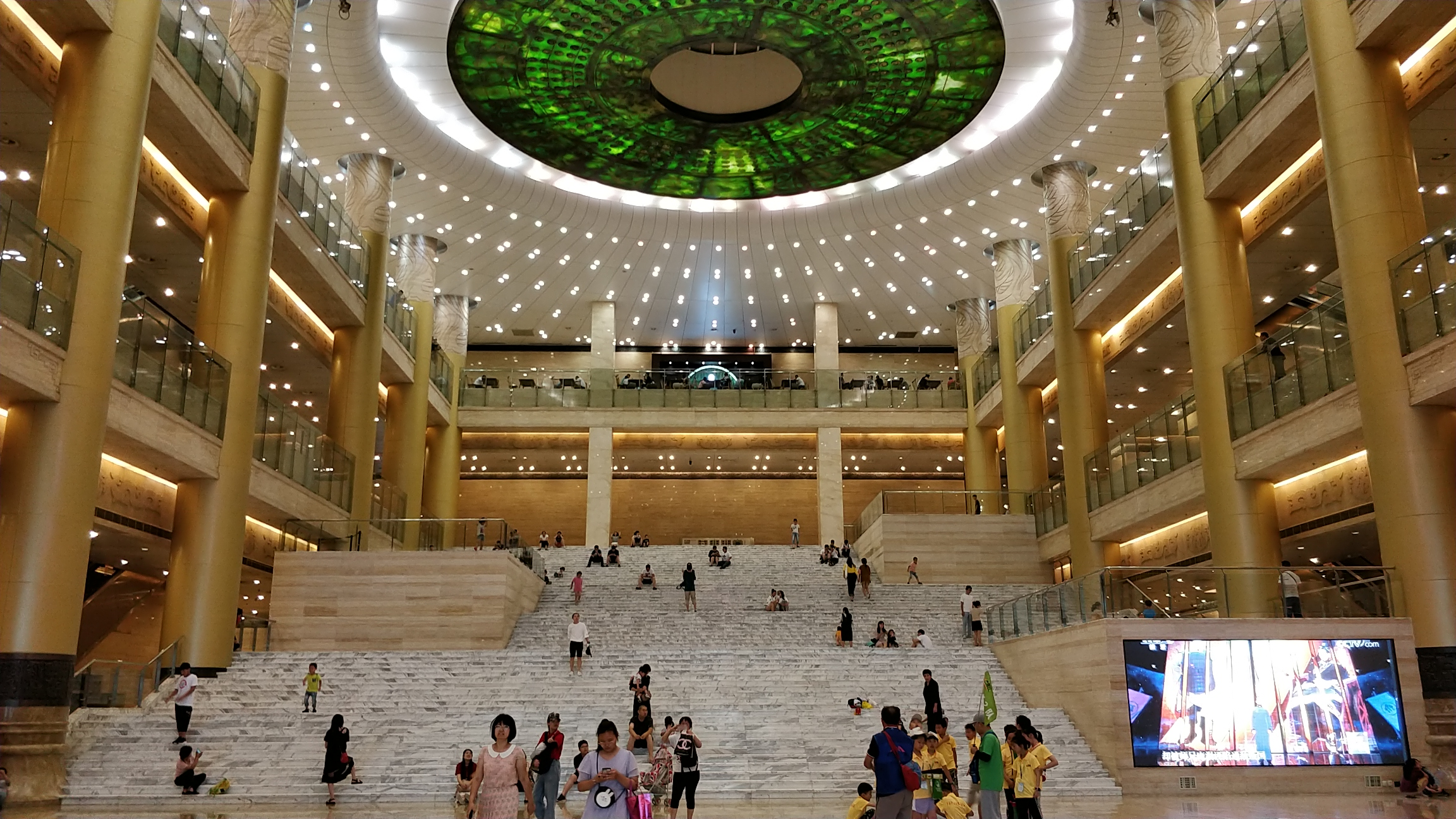
山东博物馆大厅

山东博物馆的建筑外形基本要素以方与圆为主。建筑外形整体为立方体。在四个角出利用雕塑化的手法，将建筑在四个角部进行了模数化切削。
山东博物馆主大厅约为3000平方米，高28米，纵贯三层展厅。通过白色大理石台阶可上入博物馆二层。18根直径2米、高28米的圆形立柱耸立在左右两侧。
大厅顶部悬贴有一块约300平方米的墨绿色玉璧，对应着博物馆顶部半球形的穹顶。其造型源于曲阜鲁国故城出土的战国玉璧。

## 陈列
该馆在2010年迁址前基本陈列分文明之光、齐鲁风采、汉魏辉煌、石刻艺术、明清官窑瓷器、古生物化石、珍稀动物标本、书画和明代漕船等几个部分。现设山东历史文化展、孔子文化大展、汉代画像艺术展、佛教造像艺术展、明代鲁王展、馆藏瓷器展、馆藏书画展、山东考古成果展、话说考古展、古生物展和山东名人馆等。截止至2019年，共22个展厅。

### 一层
博物馆一层主要有佛教造像艺术展、汉代画像艺术展和其它三个流动展厅。佛教造像艺术展包括：一是石雕造像，从艺术方面展示山东地区的造像风格；二是佛塔、造像题记等其它的佛教文物，从宗教信仰方面展示山东佛教的历史。汉代画像艺术展展出了描绘汉代现实生活、丧葬习俗和宗教信仰等方面的汉代画像石。

### 二层
博物馆二层主要有山东历史文化展（史前、夏商周、秦汉-明清）、明代鲁王展、馆藏书法绘画展和万事师表展。其中山东历史文化展在政治、经济、文化、科技等各个方面展出了山东省的历史文化。展品包括大汶口文化八角星纹彩陶豆、红陶兽形壶、镶嵌绿松石骨筒，龙山文化蛋壳黑陶杯，商代亚醜钺、举方鼎，西周颂鼎，周代大玉璧等。

### 三层
博物馆二层主要有考古山东（话说考古）、考古山东（考古成果展）和非洲野生动物大迁徙展。其中非洲野生动物大迁徙展的动物标本是由环球健康与教育基金会主席肯尼斯·贝林向山东博物馆无偿捐赠的，共有百余个门类、总计300余件珍稀动物标本，包括非洲象、河马、犀牛、非洲狮及尼罗鳄等多种大型珍稀动物。

### 館藏魏晉時期佛造像

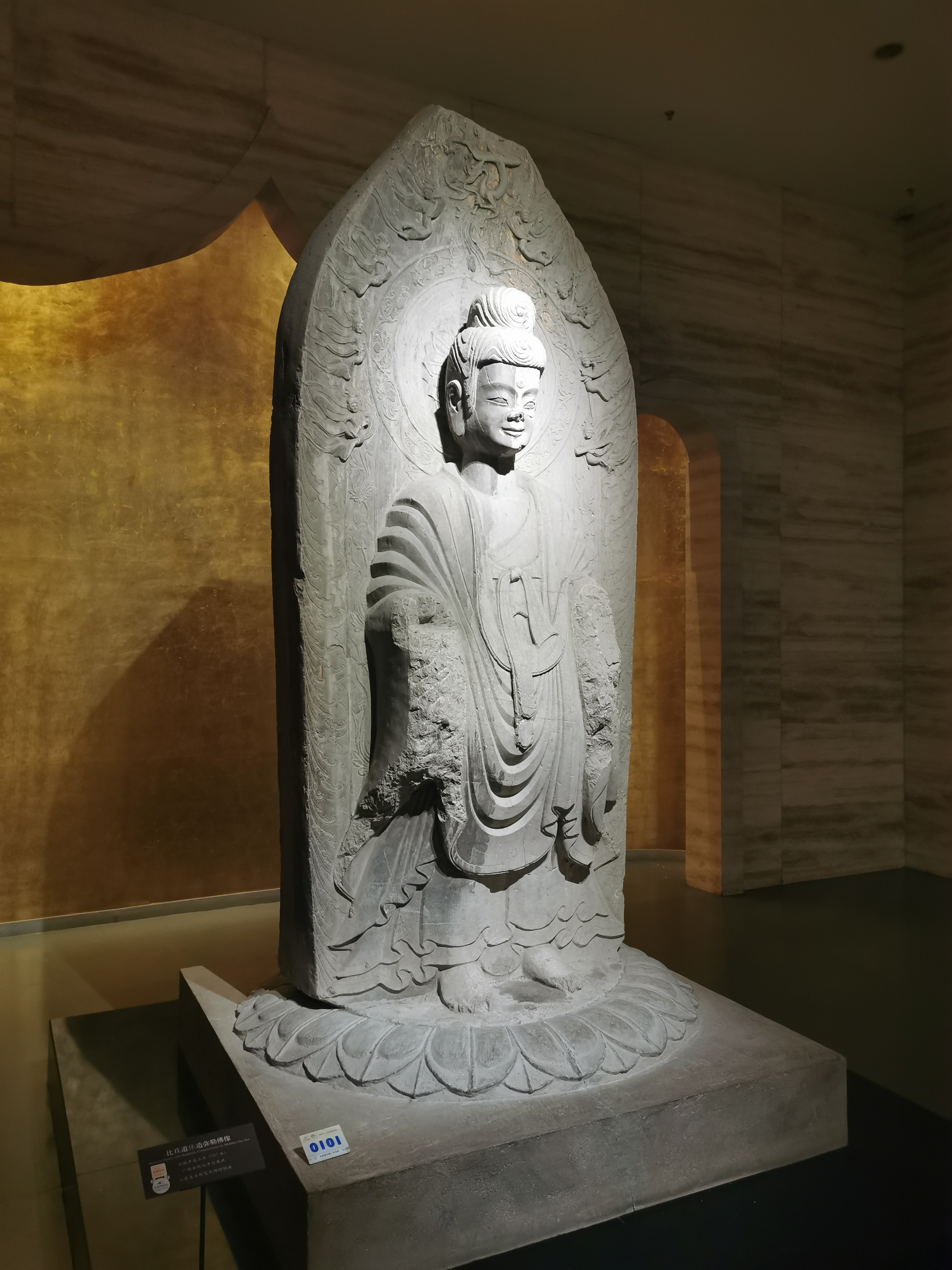
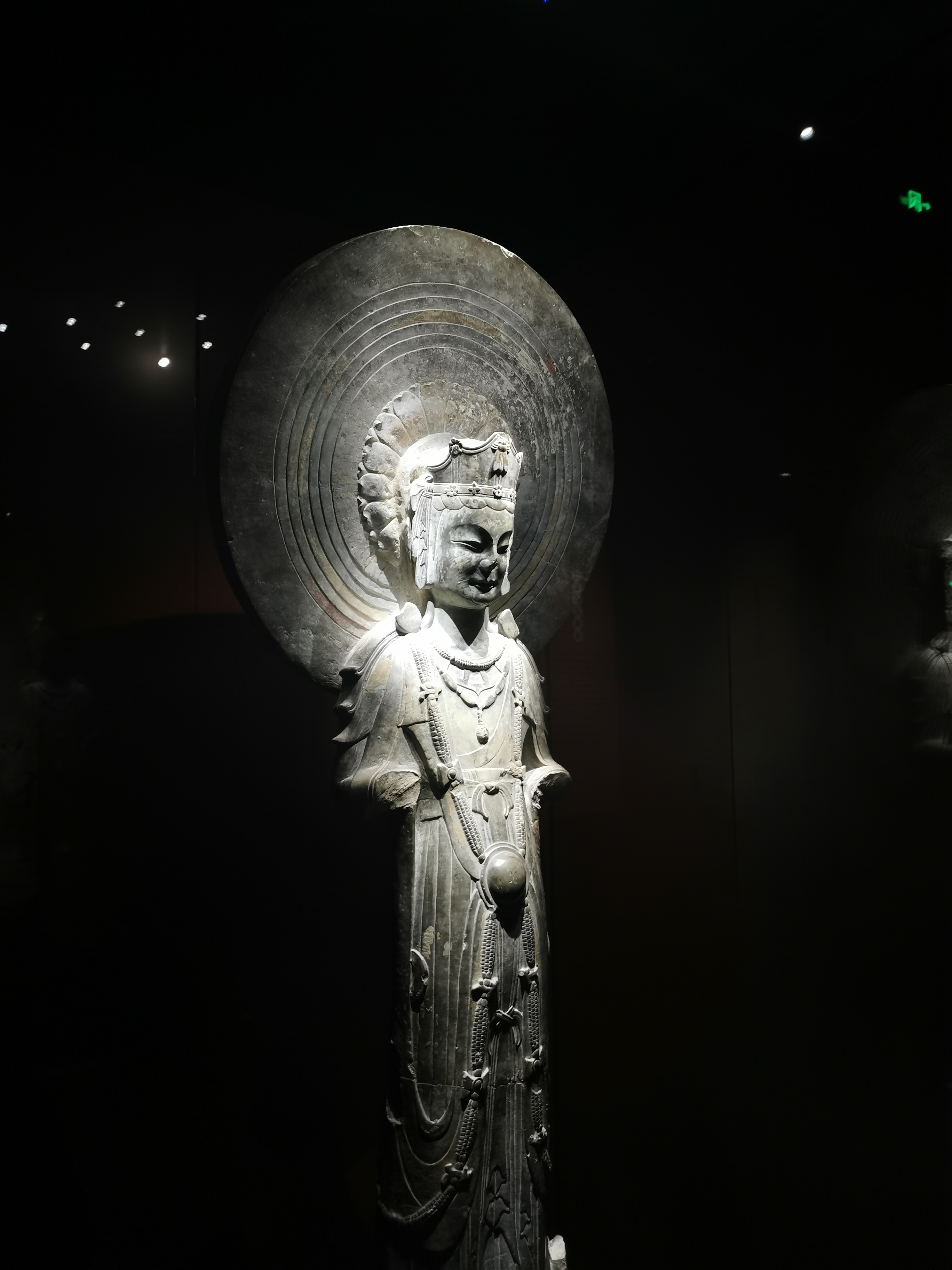
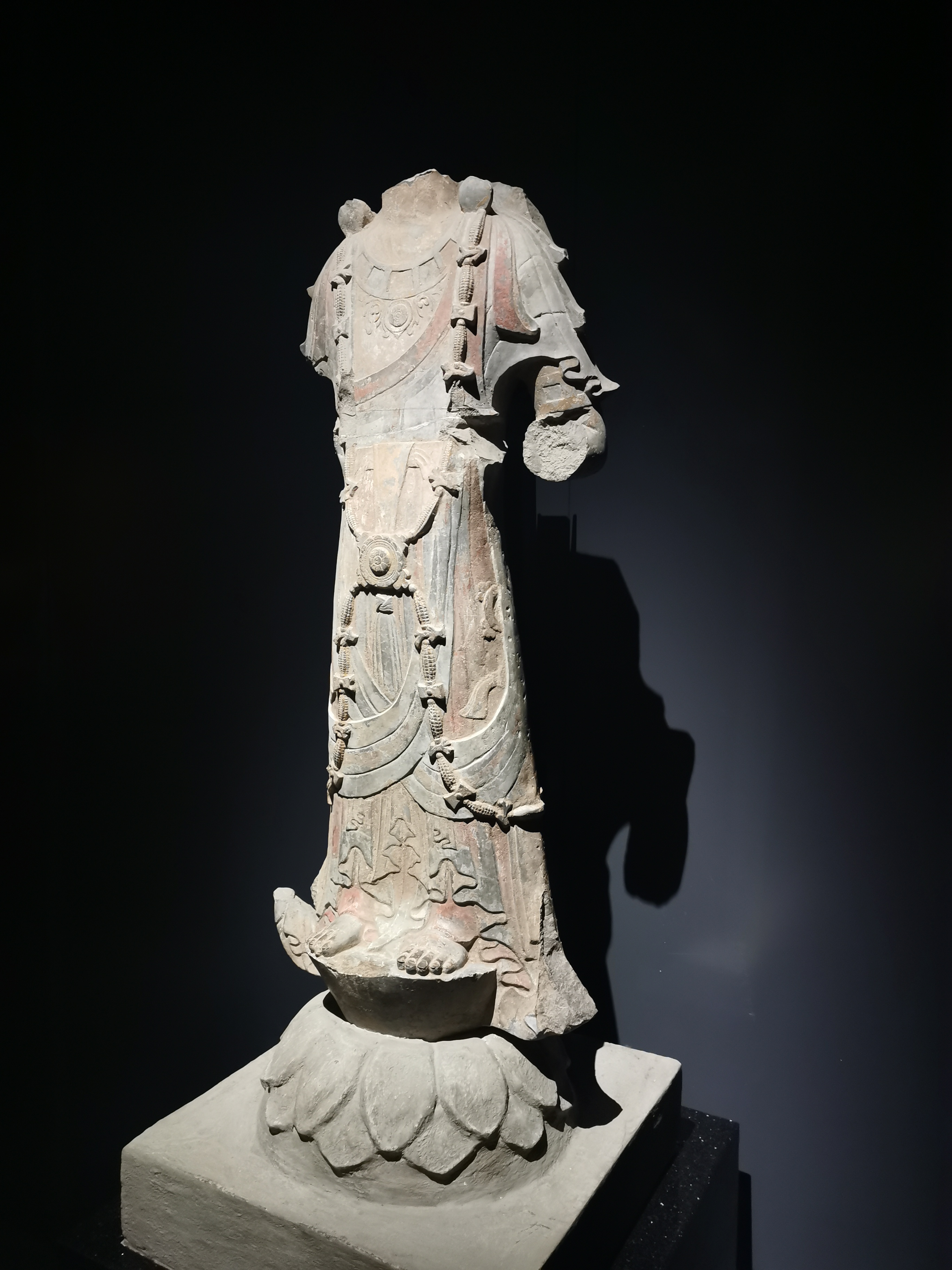

## 圖集

### 館藏恐龍化石

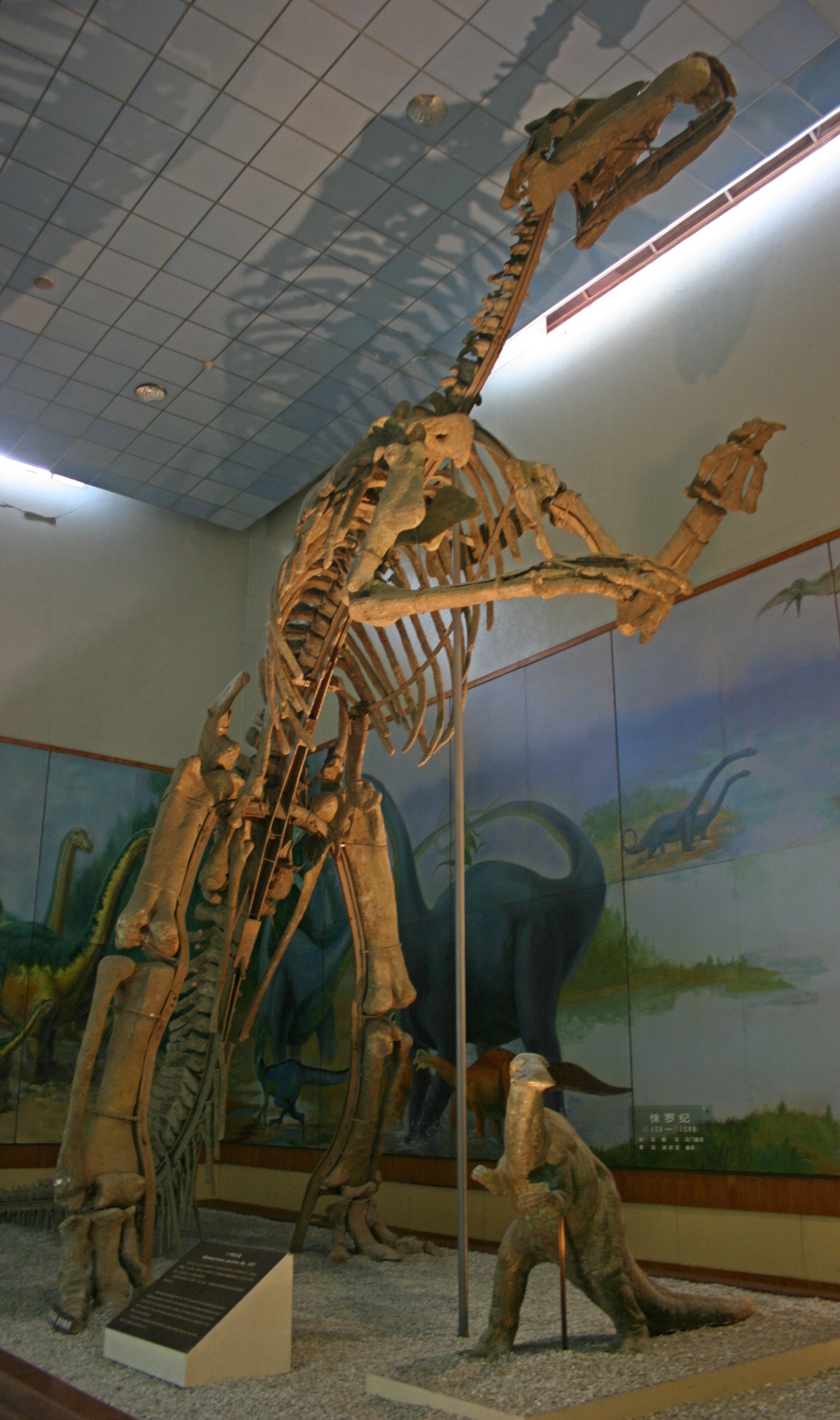
巨型山東龍
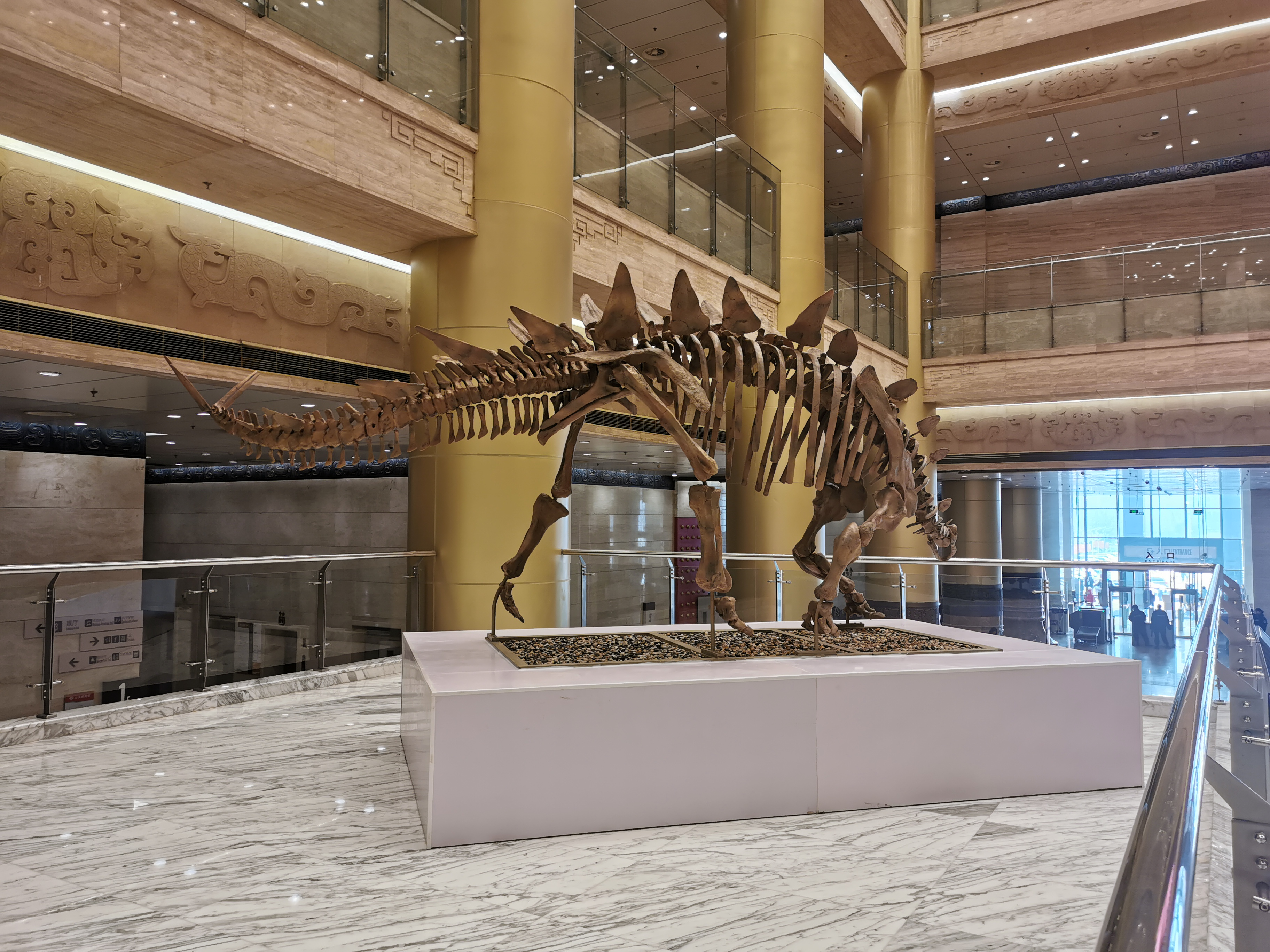
多棘沱江龍
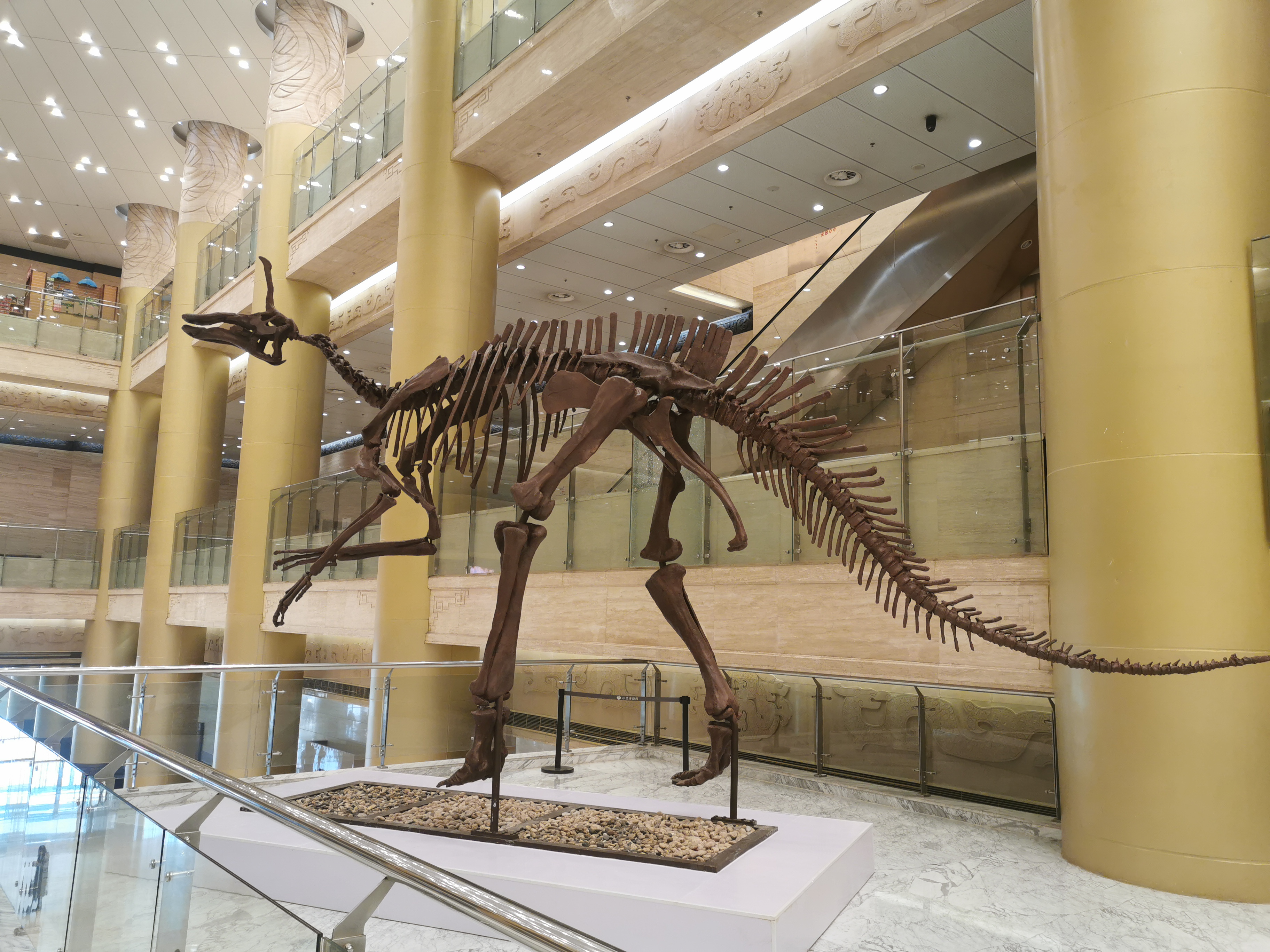
棘鼻青島龍
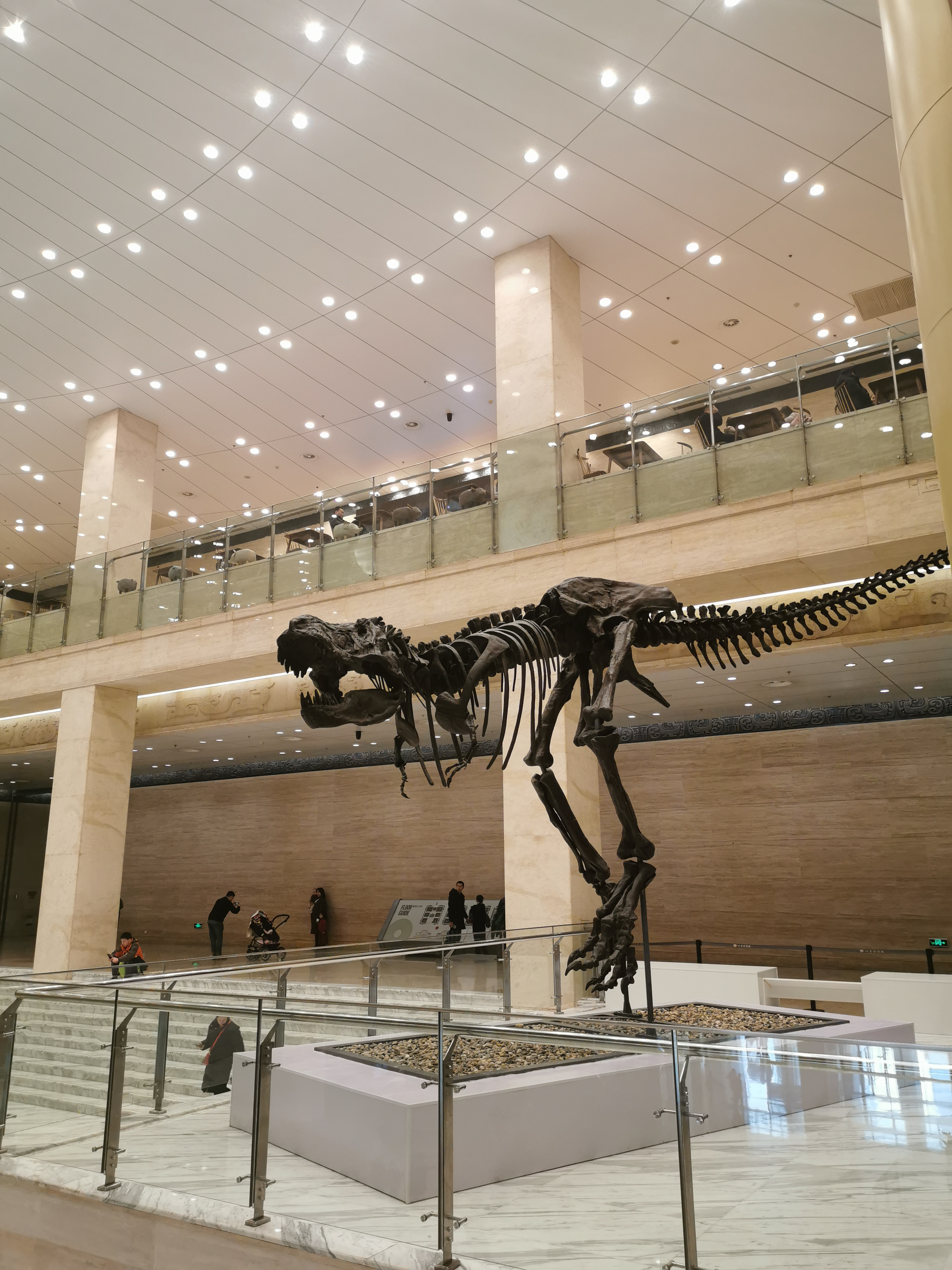
君王暴龍

## 历史展览

#### 欧美经典美术大展
2013年10月15日，山东博物馆展出达芬奇的《达·芬奇自画像》及其它欧洲经典艺术作品。这是《达·芬奇自画像》首次在中国大陆展出。此外，欧美现代艺术大师经典原作展还展出巴勃罗·毕加索、萨尔瓦多·达利、让·雷诺阿、马克·夏加尔、埃德加·德加等艺术大师的绘画、雕塑、陶瓷作品。

#### “中正仁和——走进养心殿”大展
2018年7月3日，由山东博物馆和北京故宫博物院共同主办的“中正仁和——走进养心殿”大展在山东博物馆开展。由于当时养心殿区域古建筑需要修缮，故宫博物院对养心殿现陈文物加以整理，在山东博物馆展出。共展出故宫养心殿相关文物240余件套，涵盖玉器、珐琅、陶瓷、家具、法书、绘画等多个门类。包括清代雍正、乾隆、咸丰以及清末同光时期的文物。

## 参观信息
每周二至周日9:00—17:00开馆，16:00停止入馆。周一（除国家法定节假日）闭馆。门票免费，可提前预约或现场取票。进入博物馆需携带身份证、户口本等有效证件入馆。

## 軼事
山東博物館牌匾的字體取自郭沫若的草書，然而由於字體潦草，經常被民眾調侃為「心在情妇那」、「心繫情妇波」等。有山東政協委員曾基於這個原因，提出以該省出身的著名書法家王羲之的字體取代。